# Silver Leppik
Silver Leppik (Jõgevamaa, 31 marzo 1983) è un ex cestista estone.

## Palmarès
- Campionato estone: 3

Tartu Ülikooli: 2006-07, 2007-08, 2009-10